# Glina (Kroatien)
Glina er en by i distriktet i Sisak-Moslavina i det centrale Kroatien med 7.116(2021)  indbyggere. 

## Beliggenhed
Det meste af byen ligger på højre bred af  floden Glina. Glina ligger 80 kilometer syd for hovedstaden Zagreb.

## Befolkning
I 2011 var indbyggertallet i hele byområdet inklusive de indlemmede områder 9.283. Der bor 4.680 mennesker i selve byen Glina.
Ved folketællingen i 2011 identificerede 69,68 % af indbyggerne sig som kroater og 27,46 % som serbere.

## Historie
Glina blev første gang nævnt som en by den 1. juni 1284. Senere i september 1737, under truslen fra det Tyrkere, mødtes den kroatiske Sabor i Glina. Det var også en post for Ban Jelačić, da han blev kommandant for den militære grænse under den tyrkiske trussel.
I midten af 1700-tallet oprettede grev Ivan Drašković frimurerloger i flere kroatiske byer, herunder Glina, hvor officerer og andre medlemmer delte ideer fra Jakobinerne fra den franske revolution, indtil kejser Francis 2. forbød dem i 1798. Under Befrielsen af Cetingrad i 1790 blev Glina hurtigt befæstet som forberedelse til et Osmannisk angreb, hvis Cetingrad skulle falde, hvilket den ikke gjorde. I slutningen af det 19. og begyndelsen af det 20. århundrede var Glina en distriktshovedstad i Zagreb distrikt i Kongeriget Kroatien-Slavonien.
I 1941 begik den kroatiske fascistiske terrororganisation Ustaše Glinamassakrene (en) under Folkemordet på serbere i den uafhængige stat Kroatien (en).